# Приск (философ)
Приск (лат. Priscus, IV век) — античный философ-неоплатоник, представитель Пергамской школы неоплатонизма, ученик Эдесия.
По сообщениям Евнапия, был родом из Феспротии или Молоссии). Обладал скрытным характером; имел превосходную память, которая позволяла ему усвоить «все учения прежних философов»; в общении «был человеком сдержанным и молчаливым». Хотя Эдесий старался привить своим приверженцам мягкость взглядов и терпимость, чувство гармонии и заботливости по отношению к человеку, Приск один выступал против этого и заявлял в лицо Эдесию, что тот «предал величие философии». В своих учениках Приск воспитывал «опьяняющее стремление к мудрости», но сам подсмеивался над человеческими слабостями. Вероятно, именно вследствие этой сдержанности и скрытности Приск сравнительно спокойно пережил все волнения своего времени и умер в очень преклонном возрасте, свыше девяноста лет.